# Seznam křesťanských nakladatelství
Seznam křesťanských nakladatelství uvádí v abecedním pořadí některá tuzemská a zahraniční nakladatelství, zaměřená na vydávání křesťanské literatury.

## Tuzemská nakladatelství
- Advent Orion
- Cesta
- Cor Jesu
- Centrum pro studium demokracie a kultury
- Česká biblická společnost
- Didasko
- Eman
- Hesperion
- Kalich
- Jupos
- Karmelitánské nakladatelství
- Kartuziánské nakladatelství
- Krystal dominikánská edice, Olomouc
- Krystal OP
- Křesťanská akademie Řím
- Křesťanský život
- Matice cyrilometodějská
- Mlýn
- Nadační fond Nové Bible Kralické
- Návrat domů – beletrie, duchovní literatura
- Nová naděje
- Paulínky
- Poutníkova četba
- Portál – psychologie, pedagogika, sociální práce
- Refugium
- Samuel – biblická práce pro děti
- Sursum
- Trinitas
- Vydavatelství A-Alef
- Vyšehrad
- Zdeněk Susa

## Zahraniční nakladatelství
- Gute Botschaft Verlag
- Petra
- Spolok svätého Vojtecha
- Tranoscius
- Vydavateľstvo Misionár